# Brandenburg
Brandenburg er en af de 16 delstater i Tyskland. Den ligger i den østlige del af landet og var til 1990 en del af DDR (Østtyskland). Den omgiver, men omfatter ikke rigshovedstaden Berlin (som er en selvstændig bydelstat på linje med Hamborg og Bremen) trods en række folkeafstemninger om at sammenlægge Brandenburg og Berlin omkring årtusindskiftet.
Brandenburg har et areal på 29.475 km² og 2.556.747 indbyggere (31. december 2024). Hovedstaden er Potsdam. Ministerpræsident er Dietmar Woidke fra det socialdemokratiske parti; SPD.

## Politik
Siden Tysklands genforening i 1990 har alle regeringschefer i Brandenburg været fra det socialdemokratiske parti SPD. Siden 2009 har partiet regeret sammen med det socialistiske parti Die Linke.

### Brandenburgs statsministre
Brandenburg i DDR
- 1947–1949: Karl Steinhoff (SED, det styrende parti i DDR)
- 1949–1952: Rudolf Jahn (SED)

Brandenburg i Forbundsrepublikken Tyskland
- 1990–2002: Manfred Stolpe (SPD)
- 2002–2013: Matthias Platzeck (SPD)
- siden 2013: Dietmar Woidke (SPD)

## Geografi og administration

### Geografi
Brandenburg grænser op til Mecklenburg-Vorpommern i nord, Polen i øst, Sachsen i syd, Sachsen-Anhalt i vest og Niedersachsen i nord-vest.

Floden Oder danner østgrænsen til Polen, og Elben løber på en del af den vestlige grænse. De vigtigste floder i delstaten er Spree og Havel.
- Befolkning 1875-2020. Klik på kort med mus
- Befolkningstæthed i Berlin-Brandenburg, 2015. Klik på kort
- Befolkningstæthed i Tysklands kommuner, 2022. Klik på kort

### Administration
Tekst mangler, hjælp os med at skrive teksten

### Landkreise og Kreisfrie byer
Siden reorganiseringen af Landkreisene i 1993 er Brandenburg opdelt i 14 Landkreise og 4 kreisfrie byer. Listen viser navn og administrationsby samt kendingsbogstaver fra nummerplader.
1. Barnim, Eberswalde (BAR)
2. Dahme-Spreewald , Lübben (Spreewald) (LDS)
3. Elbe-Elster, Herzberg (Elster) (EE)
4. Havelland, Rathenow (HVL)
5. Märkisch-Oderland, Seelow (MOL)
6. Oberhavel, Oranienburg (OHV)
7. Oberspreewald-Lausitz, Senftenberg (OSL)
8. Oder-Spree, Beeskow (LOS)
9. Ostprignitz-Ruppin, Neuruppin (OPR)
10. Potsdam-Mittelmark, Belzig (PM)
11. Prignitz, Perleberg (PR)
12. Spree-Neiße, Forst (Lausitz) (SPN)
13. Teltow-Fläming, Luckenwalde (TF)
14. Uckermark, Prenzlau (UM)

De fire kreisfrie byer er:
1. Brandenburg an der Havel (BRB)
2. Cottbus / Chóśebuz (CB)
3. Frankfurt an der Oder (FF)
4. Potsdam (P)

## Historie
Historisk var Brandenburg et uafhængigt kurfyrstendømme styret af huset Hohenzollern og en del af det tysk-romerske rige. I 1618 kom det i personalunion med hertugdømmet Preussen, og kong Friedrich II udråbtre dem i 1701 i Königsberg som Kongeriget Preussen.